# Nianfors socken
Nianfors socken i Hälsingland ingår sedan 1971 i Hudiksvalls kommun, från 2016 inom Njutångers distrikt.
Socknens areal är 99,19 kvadratkilometer land. År 1950 fanns här 211 invånare. Tätorten och kyrkbyn Nianfors med sockenkyrkan Nianfors kyrka ligger i socknen.

## Administrativ historik
Nianfors församling bildades 12 juni 1798 genom en utbrytning ur Njutånger, Enånger, Forsa och Arbrå församlingar. Nianfors landskommun bildades genom en utbrytning av områden ur landskommunerna Njutånger, Enånger, Forsa och Arbrå den 23 april 1869. Nianfors landskommun inkorporerades 1952 i Njutångers landskommun, vilken senare 1963 inkorporerades i Iggesunds landskommun som 1971 uppgick i Hudiksvalls kommun. Nianfors församling uppgick 1985 i Njutångers församling som sedan 2006 uppgick i Enånger-Njutångers församling.
1 januari 2016 inrättades distriktet Njutånger, med samma omfattning som Njutångers församling hade 1999/2000 och fick 1995, och vari detta sockenområde ingår.  
Socknen har tillhört fögderier, tingslag och domsagor enligt vad som beskrivs i artikeln Hälsingland.  De indelta båtsmännen tillhörde Första Norrlands förstadels båtsmanskompani.

## Geografi
Nianfors socken ligger sydväst om Hudiksvall. Socknen är en storkuperad skogstrakt runt sjöarna Stora och Lilla Nien och genomflytes av Nianån i vars dalgång bebyggelsen ligger.
Området genomkorsas av Länsväg X 663 (ArbråNjutånger.
Vid sidan av Nianfors finns i socknen byarna Mörtsjö, Karlsnäs, Niannoret' samt Redsjövallen'. 
Nianfors sockenområde gränsar i nordväst till Delsbo socken, i norr till Forsa socken, i väster mot Arbrå socken och i söder mot Enånger socken.

## Fornlämningar
Från stenåldern finns boplatser.

## Namnet
Namnet kommer från bruket Nianfors. Detta har en förled från byn Niarne som i sin tur har sitt namn från sjöarna Lill- och Stor-Nien med oklar tolkning. Efterleden fors syftar på en fors i Nianån.

## Befolkningsutveckling
| Befolkningsutvecklingen i Nianfors socken 1800–1980                                                      | Befolkningsutvecklingen i Nianfors socken 1800–1980 | Befolkningsutvecklingen i Nianfors socken 1800–1980 | Befolkningsutvecklingen i Nianfors socken 1800–1980 | Befolkningsutvecklingen i Nianfors socken 1800–1980 |
| --- | --------------------------------------------------- | --------------------------------------------------- | --------------------------------------------------- | --------------------------------------------------- |
| |                                                     |                                                     |                                                     |                                                     |
| År |                                                     |                                                     | Folkmängd                                           |                                                     |
| 1800 | 1800                                                |                                                     | 207                                                 |                                                     |
| 1810 | 1810                                                |                                                     | 214                                                 |                                                     |
| 1820 | 1820                                                |                                                     | 228                                                 |                                                     |
| 1830 | 1830                                                |                                                     | 268                                                 |                                                     |
| 1840 | 1840                                                |                                                     | 291                                                 |                                                     |
| 1850 | 1850                                                |                                                     | 316                                                 |                                                     |
| 1860 | 1860                                                |                                                     | 435                                                 |                                                     |
| 1870 | 1870                                                |                                                     | 471                                                 |                                                     |
| 1880 | 1880                                                |                                                     | 415                                                 |                                                     |
| 1890 | 1890                                                |                                                     | 429                                                 |                                                     |
| 1900 | 1900                                                |                                                     | 387                                                 |                                                     |
| 1910 | 1910                                                |                                                     | 334                                                 |                                                     |
| 1920 | 1920                                                |                                                     | 301                                                 |                                                     |
| 1930 | 1930                                                |                                                     | 277                                                 |                                                     |
| 1940 | 1940                                                |                                                     | 239                                                 |                                                     |
| 1950 | 1950                                                |                                                     | 233                                                 |                                                     |
| 1960 | 1960                                                |                                                     | 260                                                 |                                                     |
| 1970 | 1970                                                |                                                     | 186                                                 |                                                     |
| 1980 | 1980                                                |                                                     | 105                                                 |                                                     |
| Anm: Källor: Umeå universitet - Tabellverket 1749-1859, Demografiska databasen, CEDAR, Umeå universitet. |                                                     |                                                     |                                                     |                                                     |